# Charles François Lacroix
Charles François Grenier de Lacroix, detto Lacroix de Marseille (Marsiglia, 1700 – Berlino, novembre 1779 o 1782), è stato un pittore francese.

## Biografia
Charles François Lacroix (detto "de Marseille" dalla sua città natale) è stato un pittore di paesaggi marini nel solco di Claude Joseph Vernet, Jean Joseph Kapeller (1702-1790) ed Henry d'Arles. Allievo ed imitatore del Vernet, soggiornò a Roma nel 1754 e a partire dal 1776 espose con molto successo in Italia e in Provenza. Nel 1780 pubblicò un annuncio per accogliere allievi presso il suo atelier a Parigi. Secondo alcune fonti, in tarda età si trasferì a Berlino, dove lavorò per il re di Prussia e dove morì nel 1782. Artisti come Jean Jacques Le Veau e Noël Le Mire hanno inciso alcuni dei suoi dipinti.

## Opere nelle collezioni pubbliche
Negli Stati Uniti
- Dallas, museo d'arte di Dallas: Scena di porto al tramonto

In Francia
- Bordeaux, museo di belle arti:
  - Marina
  - La Gondola italiana
- Bourg-en-Bresse, museo Brou:
  - Marina, effetto di temporale
  - Marina, effetto di mattino
- Digione:
  - museo delle belle arti: Marina; Marina al tramonto; Marina di notte; Sole che tramonta su un porto
  - museo Magnin: Marina effetto notte
- La Fère, museo Jeanne d'Aboville:
  - Scena di naufragio
  - Paesaggio con pescatori
- Libourne, museo di belle arti: Les Cascate di Tivoli.
- Lilla, palazzo di belle arti: Marina.
- Malmaison, castello di Malmaison:
  - Veduta d'un porto
  - Veduta d'una costa rocciosa
- Marsiglia, museo di belle arti:
  - Marina
  - Rive
  - Rive
- Montauban, Museo Ingres:
  - Marina
  - Marina
- Orléans, museo di belle arti:
  - Marina, veduta del Mediterraneo
  - Paesaggio
- Rouen, museo delle belle arti:
  - Il pescatore si consola
  - Marina
  - Temporale su Roma
  - Paesaggio d'Italia
- Saint-Brieuc, museo d'arte e di storia: Ritratto d'uomo di guerra.
- Tolone, museo d'arte:
  - Effetto di sole offuscato
  - Bruma del mattino

## Galleria d'immagini

Opere di Charles-François Lacroix de Marseille
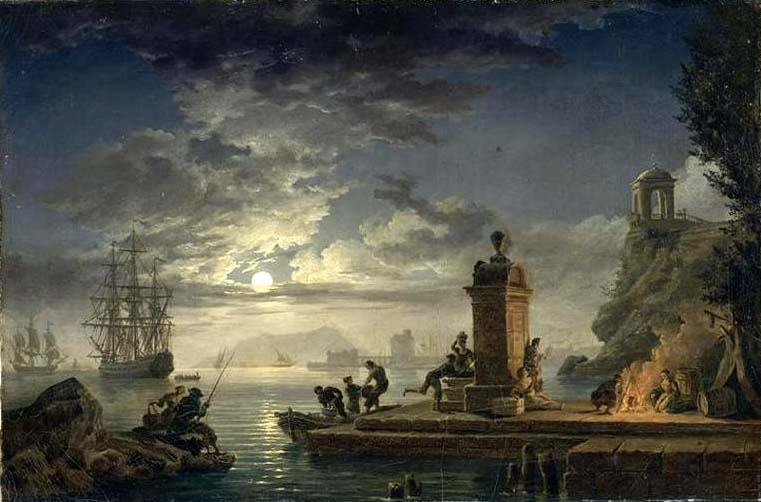
Marina, effetto notte, Digione, museo Magnin.
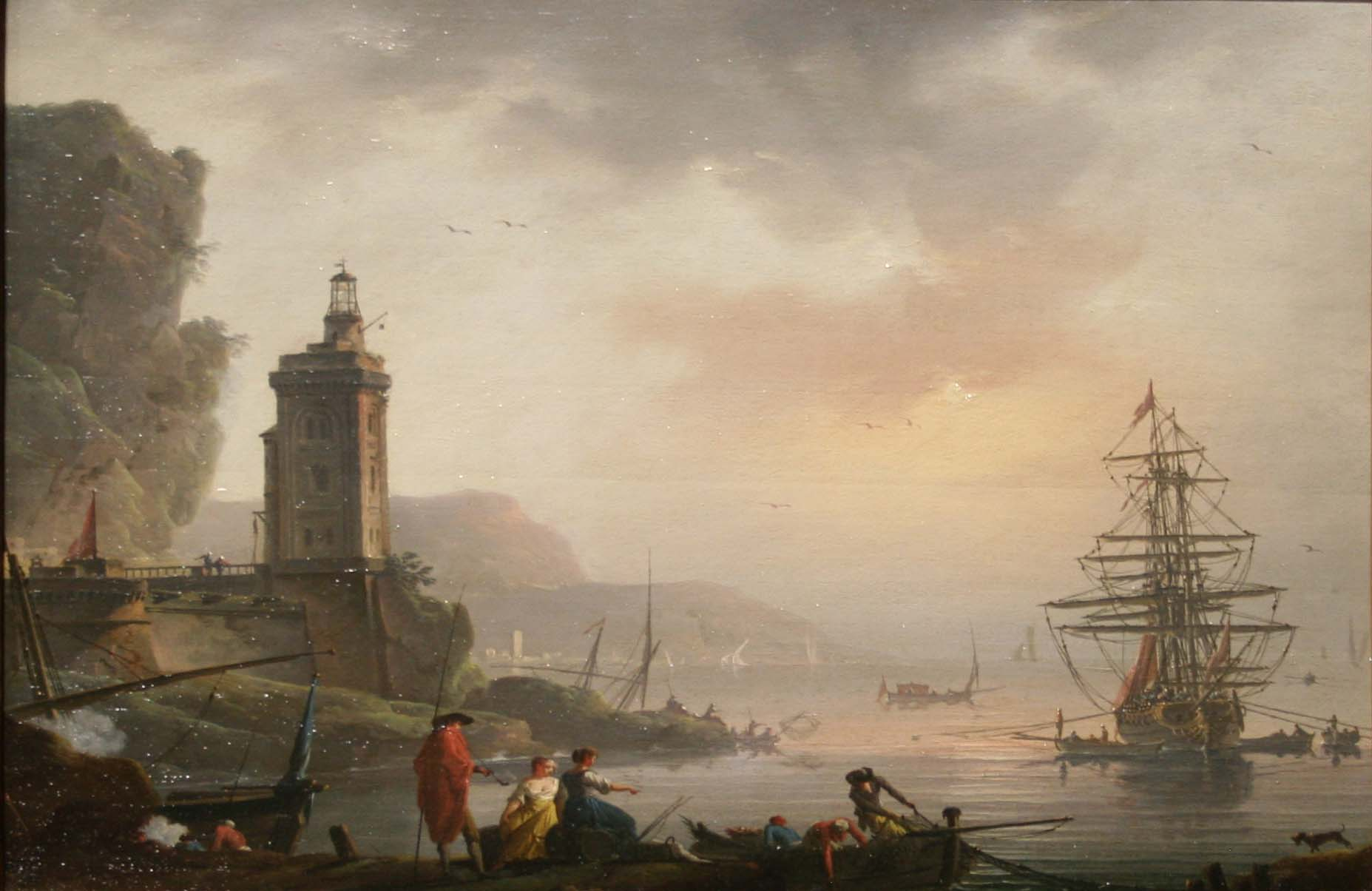
Riva, Marsiglia, museo delle belle arti.
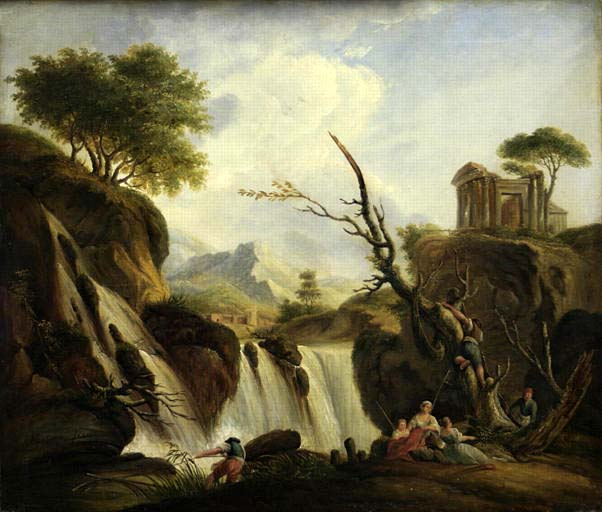
Le cascate di Tivoli, museo delle belle arti di Libourne.
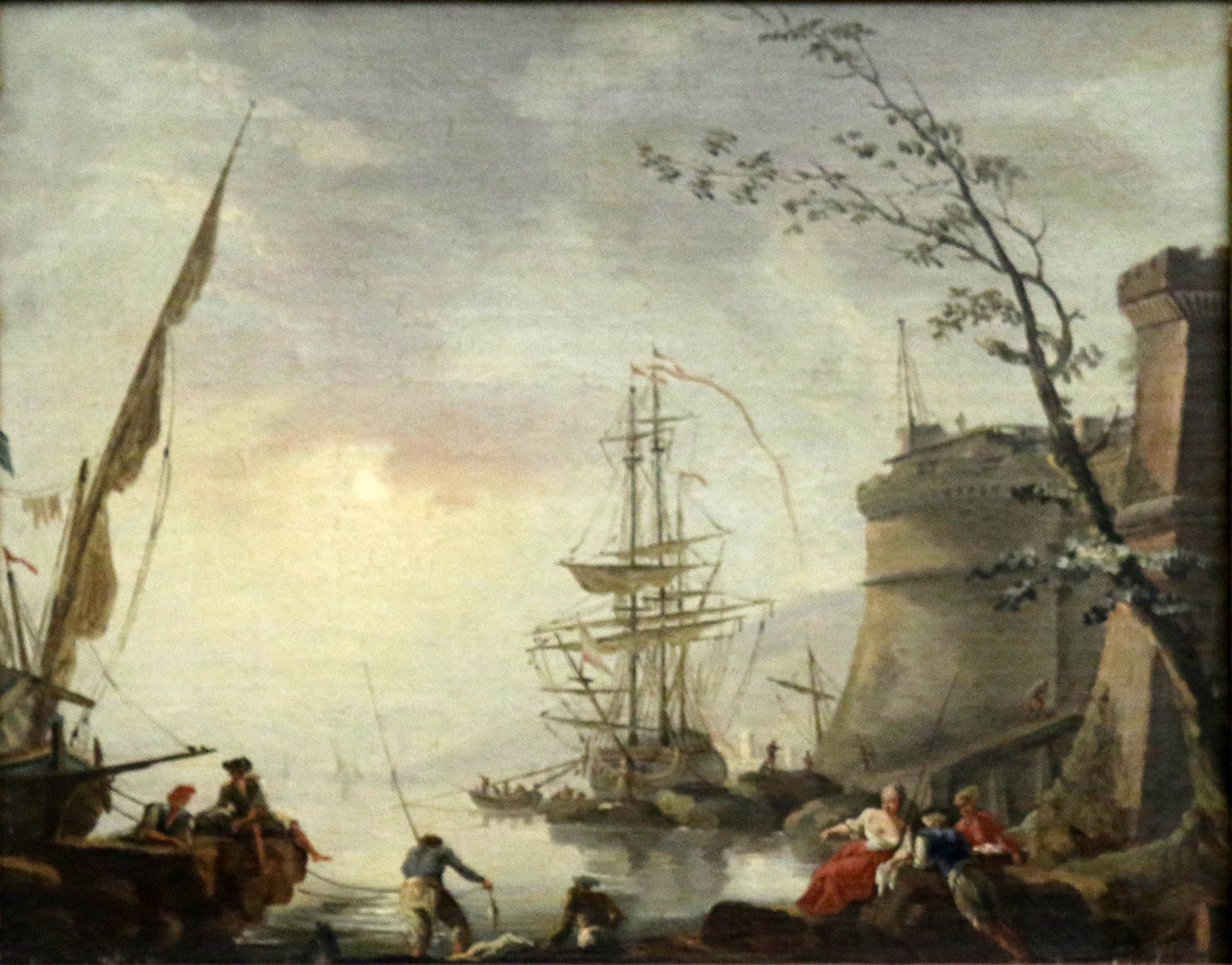
Effetto di sole offuscato, Tolone, museo d'arte.
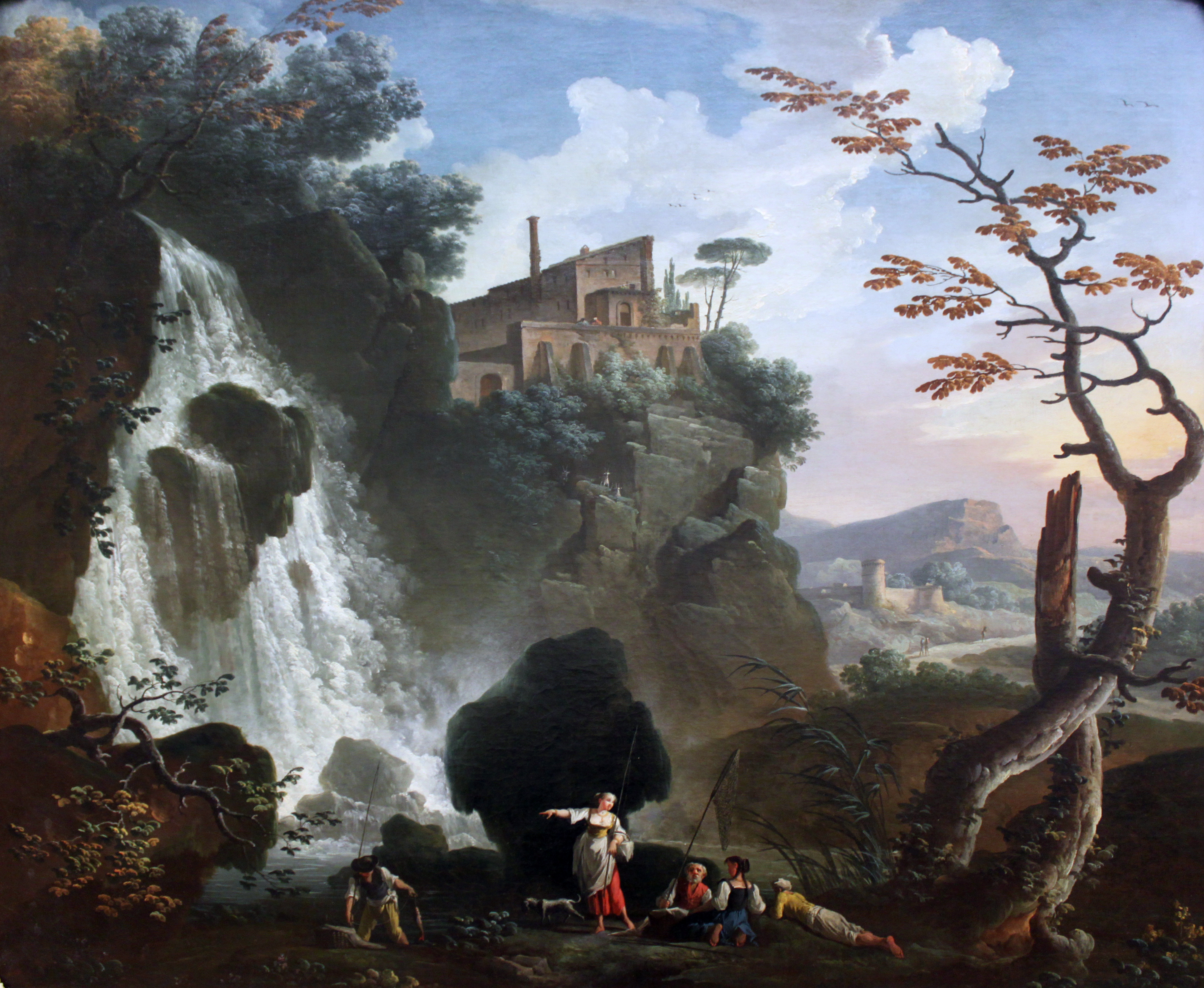
La Villa di Mecenate a Tivoli (1764), Berlino, museo Bode.
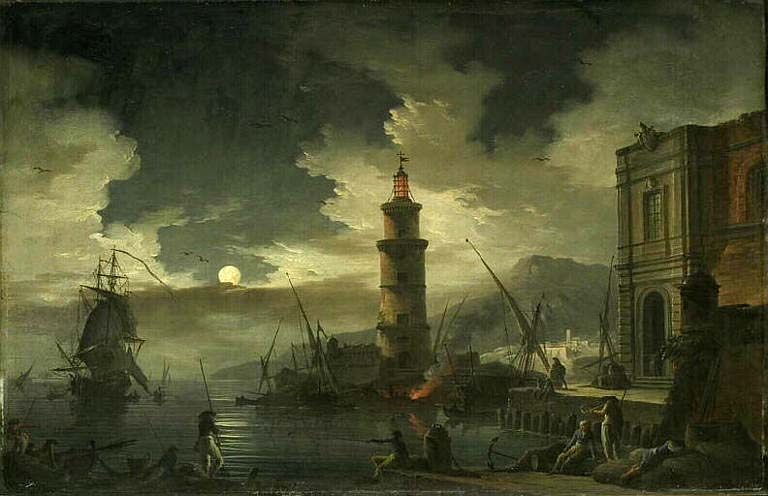
Marina di notte (1765), museo delle belle arti di Digione.
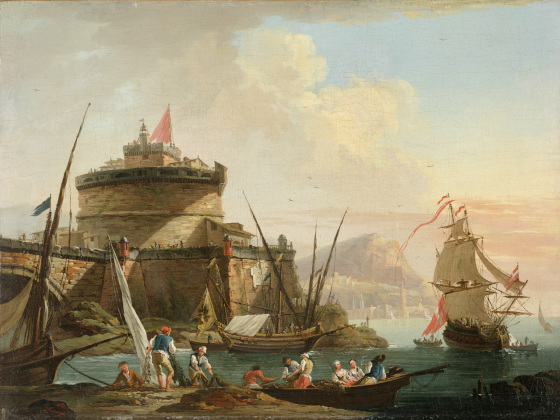
Scena di porto al tramonto (XVIII secolo), Dallas Museum of Art.